# 斎藤希美
斎藤 希美（さいとう のぞみ、1986年8月2日 - ）は、日本の女優。徳島県出身。ヨコザワ・プロダクションならびに劇団四重奏所属。徳島県城北高等学校を経て大阪ヒューマンアカデミーに入学。卒業後、上京しヨコザワ・プロダクションに所属。
特技は阿波踊りとタップダンス。

## 出演

### 舞台
劇団四重奏
- 朗読劇「あたたかな手拍子が聞こえてくる山々…美唄」（2012年）
- ライブ「横澤丈二　50's Birthday LIVE」（2015年）
- ライブ「『美唄炭鉱物語』シリーズ2016音楽ライブ第二弾」（2016年）

### 映画
- 『映画　美唄物語～不思議のヤマの男たち～』（2013年）横澤丈二監督（越生理沙役・主演）
- 『映画　美唄物語２～それは時空を越えるヤマ～』（2014年）横澤丈二監督（並木礼子役・主演）
- 『映画　美唄物語３～哭き枯れたヤマ～』（2014年）横澤丈二監督（並木礼子役）
- 『映画　美唄物語４～恨（ハン）８８８～』（2015年）横澤丈二監督（佐藤ミサオ役）
- 『映画　美唄物語５～怒りの人民裁判～』（2015年）横澤丈二監督（秋山恵美役）
- 『映画　美唄物語６～続・怒りの人民裁判～』（2016年）横澤丈二監督（長谷川絹江役）
- 『映画　美唄物語７～我路　その愛～』（2016年）横澤丈二監督（並木礼子役）
- 『映画　美唄物語８～我路　その愛～』（2017年）横澤丈二監督（開拓団員役）

### テレビドラマ
- 月曜ゴールデン「十津川警部シリーズ44 特急ソニック殺人事件〜10年目の真実」（2011年4月11日、TBS） - アナウンサー役
- 「ニンゲン観察バラエティ　モニタリング」
- 開局10周年記念ドラマ　松本清張特別企画「一年半待て」（BS）
- 「志村屋です。」（フジテレビ）（団子屋客役）
- 「戦国鍋TV　大阪ハイスクール」（テレビ神奈川）（淀側近役）

### ダンス
- 東京ガールズコレクション2008SPRING/SUMMER　トヨタ　PASSO（チアガール）
- 「ネオロマンス　アラモード４『ネオロマンス音頭』振り付けムービー

### ラジオドラマ
- かつしかFM「ドラマ・シンフォニー」『恋愛遊戯』
- レインボータウンFM「ラジオドラマ甲子園」
  - 『黄昏の風のなかに君がいた』（小泉風子（ふうこ）役）レギュラー
  - 『眉山の風よ！阿波の踊りに吹け！』（四宮桂子役・主演）レギュラー

### ラジオ
- レインボータウンFM「ラジオドラマ甲子園」 - パーソナリティー